# Парквеј (Мисури)
Парквеј (енгл. Parkway) град је у америчкој савезној држави Мисури.

## Демографија
По попису из 2010. године број становника је 439, што је 159 (56,8%) становника више него 2000. године.
| Група             | 2000.       | 2010.       |
| Белци             | 275 (98,2%) | 420 (95,7%) |
| Афроамериканци    | 0 (0,0%)    | 9 (2,1%)    |
| Азијати           | 0 (0,0%)    | 6 (1,4%)    |
| Хиспаноамериканци | 1 (0,4%)    | 3 (0,7%)    |
| Укупно            | 280         | 439         |